# Musculus semitendinosus
De musculus semitendinosus is een spier aan de achterzijde van het bovenbeen.
De spier is bi-articulair en loopt van het bekken naar het onderbeen. Hiermee heeft deze spier zowel een functie over het heup- als het kniegewricht. In het heupgewricht heeft deze spier retroflexie als functie, over het kniegewricht flexie en endorotatie.
Meestal worden de spiervezels van deze spier een keer afgewisseld met een streng bindweefsel: 'inscriptio tendinea'.
De spier dankt zijn naam aan het feit dat hij al halverwege het bovenbeen overgaat in een fraaie ronde eindpees, die samen met de pezen van de musculus sartorius en de musculus gracilis aanhecht als de pes anserinus. De pees van deze spier is van buitenaf zeer duidelijk waarneembaar aan de binnenzijde van de knieholte.

## Hamstrings
De musculus semitendinosus en twee andere spieren aan de achterzijde van het bovenbeen: de musculus semimembranosus en de musculus biceps femoris, worden samen de hamstrings genoemd. Alle strekken ze de heup en buigen de knie. Rekoefening voor deze spiergroep bestaat dan ook uit het buigen van de heup bij gestrekte knie; bijvoorbeeld de grond zien te raken met de handen, terwijl men staat met gestrekte knieën.

## Plastiek
De lange eindpees wordt gebruikt voor een plastiek om in de knie de voorste kruisband te vervangen.

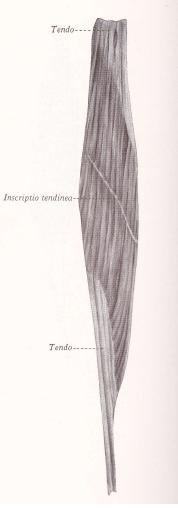
'inscriptio tendinea'